# Sinait
Sinait est une municipalité de 3e classe située dans la province d'Ilocos Sur aux Philippines. Selon le recensement de 2010 elle est peuplée de 25 427 habitants.

## Barangays
Sinait est divisée en 44 barangays.
- Aguing
- Ballaigui (Poblacion)
- Baliw
- Baracbac
- Barikir
- Battog
- Binacud
- Cabangtalan
- Cabarambanan
- Cabulalaan
- Cadanglaan
- Calingayan
- Curtin
- Dadalaquiten Norte
- Dadalaquiten Sur
- Duyayyat
- Jordan
- Calanutian
- Katipunan
- Macabiag (Poblacion)
- Magsaysay
- Marnay
- Masadag
- Nagcullooban
- Nagbalioartian
- Nagongburan
- Namnama (Poblacion)
- Pacis
- Paratong
- Dean Leopoldo Yabes (Pug-us)
- Purag
- Quibit-quibit
- Quimmallogong
- Rang-ay (Poblacion)
- Ricudo
- Sabangan (Marcos)
- Sallacapo
- Santa Cruz
- Sapriana
- Tapao
- Teppeng
- Tubigay
- Ubbog
- Zapat